# Эрве I де Мортань
Эрве I (фр. Hervé, ум. после 955) — сеньор де Мортань-о-Перш в X веке, возможно сын Гуго I, графа Мэна, и Билишильды, дочери Гозлена II, графа дю Мэн

## Биография
Он неоднократно появляется в 941—946 годах в окружении Гуго Великого, герцога Франции. Возможно, что он идентичен «Hervei comiti Mauritianae», который упоминается 24 июня 955 года.
Его точное происхождение неизвестно, его семья в документах не упоминается. Исходя из его имени он был родственником Роргонидов. Генеалогия, составленная в XVII веке и добавленная в капитулярий Сен-Дени де Ножан, показывает Эрве одним из предков Ротру, графа дю Перш и виконта Шатодюна. У Эрве показываются дочери Хильдегарда (ок.935-ок.1020), жена Жоффруа I, виконта де Шатодюн (предка Ротру), и Герберга, жена Жильдена де Сомюр, имевших сыновей Жильдена и Эрве, каждый из которых имел сына по имени Гозфред (Жоффруа). Наличие в роду имен, характерных для Роргонидов и Гугонидов делает Эрве вероятным потомком этих родов. Хронологически Эрве мог быть сыном Гуго I, графа дю Мэн и Билишильды, дочери Гозлина II, графа дю Мэн.
Сеттипани считает, что женой Эрве была дочь Гозфреда, графа Невера и виконта Орлеана. Как доказательство он приводит тот факт, что виконтство Орлеан, ставшее позже графством Гатинэ, перешло к Жоффруа Ферреолю, сыну Гуго дю Перш после прекращения 1-го дома графов Гатине, по причине родства с предыдущим домом.

## Брак и дети
Жена: возможно дочь Гозфреда, графа Невера и виконта Орлеана
- (?) Эрве II, сеньор де Мортань-о-Перш
- Хильдегарда (ок.935-ок.1020); муж: Жоффруа I, виконт де Шатоден
- Герберга; муж: Жильден де Сомюр